# Billfrith
Billfrith ou Billfrid est un anachorète et orfèvre anglais ayant peut-être vécu durant la seconde moitié du VIIIe siècle. La décoration précieuse des Évangiles de Lindisfarne, aujourd'hui perdue, est son œuvre.

## Biographie
« Billfrith l'anachorète » est mentionné dans le colophon des Évangiles de Lindisfarne rédigé par Aldred le Scribe dans la seconde moitié du Xe siècle. Ce colophon nomme successivement l'auteur du texte original (l'évêque de Lindisfarne Eadfrith), le relieur du manuscrit (son successeur Æthilwald), son décorateur original (Billfrith) et son glossateur (Aldred lui-même). Aldred mentionne « les décorations qui figurent à l'extérieur » et indique que Billfrith « le décora d'or et de pierres précieuses et d'argent doré ». La reliure précieuse réalisée par Billfrith a disparu et c'est une reliure moderne qui protège aujourd'hui les Évangiles de Lindisfarne.
Le chroniqueur Siméon de Durham mentionne également Billfrith au début du XIIe siècle dans son Libellus de exordio. D'après lui, c'est l'évêque Æthilwald qui commande le travail de Billfrith, mais il semble s'agir d'une mauvaise lecture du colophon d'Aldred. En réalité, Billfrith semble avoir vécu au moins une génération après Æthilwald (mort en 740), car son nom apparaît dans le liber vitæ de Durham au milieu d'une liste d'anachorètes dont un, l'Irlandais Echa, est mort en 767. Siméon indique également qu'une partie des reliques de Billfrith sont redécouvertes par le sacristain Alfred au milieu du XIe siècle et transférées à Durham, où elles sont enterrées auprès des restes de saint Cuthbert. Ces reliques sont mentionnées dans une liste réalisée à Durham au début du XIIe siècle. La fête de Billfrith y est célébrée le même jour que celle d'un autre anachorète, Baldred : le 6 mars.

## Liens
- Notice dans un dictionnaire ou une encyclopédie généraliste :   - Oxford Dictionary of National Biography